# Cuxhaven (stacja kolejowa)
Cuxhaven (niem: Bahnhof Cuxhaven) – czołowa stacja kolejowa w Cuxhaven, w kraju związkowym Dolna Saksonia, w Niemczech. Stacja jest punktem końcowym na linii Niederelbebahn z Hamburga i linii Bremerhaven – Cuxhaven. Stacja znajduje się na południowy wschód od centrum miasta, tuż przy porcie.
Według klasyfikacji Deutsche Bahn posiada kategorię 4.

## Historia
Pierwsza stacja w Cuxhaven została otwarta w 1881 roku wraz z rozpoczęciem działalności Niederelbebahn. W 1896 istniała druga trasa do Geestemünde, które od 1947 roku jest częścią Bremerhaven. Dla zwiększonej działalności kolejowej potrzebna była większa stacja. Nowa stacja czołowa została otwarta w 1898 roku. Równolegle z systemami transportu pasażerskiego można znaleźć w kierunku portu obiekty towarowe.

## Opis
Budynek dworca położony jest w poprzek torów. W budynku stacji jest centrum podróży DB, kiosk, piekarnia i kawiarnia.
Z inicjatywy dworca kolejowego Cuxhaven wyszła propozycja, aby utworzyć więcej powierzchni handlowej, zaplecze i pomieszczenia biurowe w istniejącym budynku stacji.
Stacja początkowo miała cztery tory z dwoma zadaszonymi peronami wyspowymi. Południowy tor nr 4 został zamknięty po 1984 roku.

## Linie kolejowe
- Niederelbebahn
- Bremerhaven – Cuxhaven
- Cuxhaven – Amerika-Bahnhof

## Połączenia
| Linia | Trasa                                                                             | Takt (min) | Przewoźnik kolejowy                         |
| ----- | --------------------------------------------------------------------------------- | ---------- | ------------------------------------------- |
| RE 5  | Cuxhaven – Wingst – Himmelpforten – Stade – Buxtehude – Hamburg-Harburg – Hamburg | 060        | Metronom Eisenbahngesellschaft              |
| RB 33 | Cuxhaven – Dorum – Bremerhaven-Lehe – Bremerhaven – Bremervörde – Buxtehude       | 060        | Eisenbahnen und Verkehrsbetriebe Elbe-Weser |